# Eumenes tripunctatus
Eumenes tripunctatus är en stekelart som först beskrevs av Christ 1791.  Eumenes tripunctatus ingår i släktet krukmakargetingar, och familjen Eumenidae. Inga underarter finns listade i Catalogue of Life.